# Frants Nielsen
Frants Nielsen (ur. 22 stycznia 1874 w Ålum, zm. 6 czerwca 1961 w Randers) – duński strzelec, olimpijczyk.
Wystartował na Letnich Igrzyskach Olimpijskich 1912 w 4 konkurencjach. W karabinie małokalibrowym leżąc z 50 m drużynowo zajął 5. miejsce. Indywidualnie najwyższą pozycję zajął w karabinie małokalibrowym w dowolnej postawie z 50 m (26. pozycja).

## Wyniki

### Igrzyska olimpijskie
| Igrzyska       | Konkurencja                                  | Wynik                            | Miejsce | Źródło |
| -------------- | -------------------------------------------- | -------------------------------- | ------- | ------ |
| Sztokholm 1912 | Karabin dowolny, trzy postawy, 300 m         | 851 pkt. (293–290–268)           | 46      | [ 3 ]  |
| Sztokholm 1912 | Karabin małokalibrowy, dowolna postawa, 50 m | 180 pkt.                         | 26      | [ 2 ]  |
| Sztokholm 1912 | Karabin małokalibrowy leżąc, 50 m, drużynowo | 708 pkt. (druż.) 177 pkt. (ind.) | 5       | [ 1 ]  |
| Sztokholm 1912 | Pistolet dowolny, 50 m                       | 406 pkt.                         | 40      | [ 4 ]  |